# Reisplanner
Een reisplanner is een computerprogramma om een reis te plannen met het openbaar vervoer. Een soortgelijk programma voor het privévervoer heet een routeplanner.  Bijna alle reisplanners zijn alleen op internet te raadplegen. In Nederland is er onder andere de website 9292.nl, waarmee een reis met het openbaar vervoer van deur tot deur te plannen is.
Vrijwel alle Europese spoorwegen bieden een reisplanner op hun internetsite aan. Voor de meer ingewikkelde treinreizen in Europa wordt door ervaren reizigers de DB-reisplannerwebsite gebruikt. Deze reisplanner is vrijwel compleet voor heel Europa en heeft veel aanvullend vervoer (bussen, trams) opgenomen. Bovendien is deze internationale reisplanner niet beperkt tot de verbindingen van en naar het thuisland, zoals vele nationale reisplanners.

## Geschiedenis
De eerste reisplanner voor de Nederlandse Spoorwegen werd uitgegeven in 1990. De onderliggende principes zijn gedocumenteerd in het proefschrift van Eduard Tulp. Deze principes zijn overgenomen in allerlei reisplanners, van spoorwegen tot het complete openbaar vervoer van deur tot deur.
In het verleden boden veel spoorwegmaatschappijen "offline" reisplanners aan met opslag van de vaste gegevens op Cd-rom of diskette. Deze reisplanners konden op computers zonder internetverbinding geraadpleegd worden.
De eerste reisplanners presenteerden alleen het vervoeraanbod van één vervoerder. Een voorbeeld daarvan is de reisplanner van de Belgische Spoorwegen.
Een verdere ontwikkeling was de reisplanner die de hele reis van deur tot deur plant zoals 9292.nl. Deze reisplanner geeft reizen met openbaar vervoer, en geeft ook de looproute en looptijd van het vertrekadres tot de eerste openbaarvervoerhalte van de reis, en die van de laatste halte tot het bestemmingsadres.
Vervolgens verschenen de multimodale reisplanners, die ook het alternatief van een rit met de auto tonen. Voorbeelden zijn GoAbout, en Rome2Rio,, die wereldwijd werkt en ook vliegverbindingen toont. Google is geen echte multimodale reisplanner, maar geeft wel de mogelijkheid om voorafgaand aan het plannen een vervoerwijze te kiezen.
De reisplanner van NS biedt sinds 2015  ook de mogelijkheid om bus- en tramtijden op te zoeken en is daarmee ook een multimodale reisplanner geworden.

## Sterke punten
Voor het plannen van één bepaalde reis is een reisplanner vaak gemakkelijker dan het raadplegen van vaak meerdere tabellen van een spoor- of busboekje. De reismogelijkheden voor de hele reis worden overzichtelijk getoond, zodat de best passende reismogelijkheid gekozen kan worden. Verdere optimalisering is mogelijk door het instellen van voorkeuren, zoals reistijd, aantal keren overstappen en comfort. Reisplanners zijn bijgewerkt met de laatste informatie over werkzaamheden en omleidingen op het moment van de raadpleging.

## Beperkingen
De reiziger is afhankelijk van technische hulpmiddelen, zoals een apparaat, vaak met internetverbinding, om de reisplanner te kunnen raadplegen.
De gevolgen van verstoringen, en eventuele alternatieve verbindingen die de vervoerder dan soms biedt, worden pas na enige tijd in de reisplanner opgenomen.
Reisplanners bieden beperkte mogelijkheden om een reis te optimaliseren, bijvoorbeeld om de tijd voor een specifieke overstap te vergroten of juist verkleinen, of om een alternatieve route te kiezen. Hiermee kan de ervaren reiziger extra zekerheid inbouwen om een verbinding te halen, of andersom een wat krappe overstaptijd te kiezen om de reisduur te bekorten.
Sommige nationale reisplanners hebben de neiging de reizigers bepaalde reisroutes op te dringen en het aantal overstappen sterk te beperken of niet te laten zien. Voorbeeld: De Franse spoorwegen sturen de reizigers het liefst langs Parijs in plaats van de soms kortere reisroutes. Het is met de SNCF-reisplanner onmogelijk de treinverbinding Lille Metz langs de kortste route (met overstap in Charleville-Mézières) zichtbaar te maken. Alleen als de reis opgesplitst wordt bij Charleville-Mézières kan men deze aansluiting ontdekken.